# 孔尚則
孔尚則（？—17世紀），字儀之，號方訓，山東兗州府曲阜縣人，明朝、南明政治人物。

## 生平
孔尚則是曲阜知縣孔希大的八世孫，天啟七年（1627年）中舉人，崇禎十三年（1640年）成進士，獲授洛陽知縣。時值流寇充斥，他同時剿滅與招撫，使境內賊人收斂；李自成攻陷河南，有人盜取福王朱常洵的珍寶，官吏珍寶有價刻意追究，他卻指出不會做出維護利益而積累民怨的事情，因此被知府郭載騋憎恨，以病辭官。
此後，孔尚則補任全椒知縣，當地人民貧困，官員也多被譴謫，他請求減免當地賦稅，又懲治魏國公徐弘基的犯法奴隸。經巡按御史王雷臣推薦，入為刑部主事。
弘光年間，孔尚則陞任河南司郎中，與卜象乾、王傚通、鄭洪猷、潘湛、袁定、劉延禟、朱輅、傅箕孺、宋祖乙、費景烷、張萬選、張景韶、夏供佑、王質、董祖嘗、曾守意、王政敏、陸慶衍、汪鉉、陳儒樸、吳伯尚、陳謙、汪姬生、賈應寵共事。刑部尚書解學龍對其相當賞識，曾說「「深文者，苛之屬也。」因被顧忌者舉報，免職，不久回鄉。

## 引用
1. 1 2  錢海岳《南明史·卷三十一·列傳第七》：（弘光）時刑部先後司官之可紀者，為卜象乾、王傚通、鄭洪猷、潘湛、袁定、劉延禟、朱輅、孔尚則、傅箕孺、宋祖乙、費景烷、張萬選、張景韶、夏供佑、王質、董祖嘗、曾守意、王政敏、陸慶衍、汪鉉、陳儒樸、吳伯尚、陳謙、汪姬生、賈應寵云。……尚則，字方訓，曲阜人。崇禎十三年進士。全椒知縣，累擢河南司郎中。
2. ↑  乾隆《曲阜縣志·卷四十二》：……（天啟）丁卯科（舉人）有……孔尚則……
3. ↑  乾隆《曲阜縣志·卷八十六》：孔尚則，字儀之，希大八世孫。崇禎庚辰進士，知洛陽縣，值流寇充斥，勦撫兼施，縣境盜勢稍戢。先是賊陷河南，有竊福藩寶玩者，有司利其貨，悉意窮究；尚則置不問，曰：「綱利以蓄怨，吾不為也。」太守郭某忌之，謝病歸。
4. ↑  乾隆《曲阜縣志·卷八十六》：再補全椒，縣地瘠民貧多逋賦，為鄉里累，官亦多覆譴；尚則力請汰其賦額，魏國公奴犯法，即械治不少貸，士民股栗。巡按御史王雷臣荐擢刑部主事，歷陞郎中，侍郎解某雅重之，嘗言：「深文者，苛之屬也。」意忌者忍之屬也，孔君其免是矣，尋解組歸。